# Campeonato Mundial de Natação em Piscina Curta de 2010 - 400 m medley feminino
A prova dos 400 metros nado medley feminino do Campeonato Mundial de Natação em Piscina Curta de 2010 foi disputado em  15 de dezembro em Dubai nos Emirados Árabes Unidos.

## Recordes
Antes desta competição, os recordes mundiais e do campeonato nesta prova eram os seguintes:
|    | Nome            | Nacionalidade  | Tempo (minuto) | Local      | Data                   |
| -- | --------------- | -------------- | -------------- | ---------- | ---------------------- |
| WR | Julia Smit      | Estados Unidos | 4:21.04        | Manchester | 18 de dezembro de 2009 |
| CR | Kirsty Coventry | Zimbabwe       | 4:26.52        | Manchester | 9 de abril de 2008     |

## Medalhistas
| Ouro                  | Prata           | Bronze          |
| Mireia Belmonte (ESP) | Ye Shiwen (CHN) | Li Xuanxu (CHN) |

## Resultados

### Eliminatórias
As eliminatórias ocorreram dia 15 de dezembro. Oito atletas num total de 28 se classificaram  para a final. 
| Colocação | Bateria | Raia | Nome                           | Tempo   | Notas |
| --------- | ------- | ---- | ------------------------------ | ------- | ----- |
| 1         | 4       | 5    | Zsuzsanna Jakabos (HUN)        | 4:30.92 | Q     |
| 2         | 4       | 4    | Hannah Miley (GBR)             | 4:31.04 | Q     |
| 3         | 2       | 4    | Ye Shiwen (CHN)                | 4:31.90 | Q     |
| 4         | 1       | 6    | Li Xuanxu (CHN)                | 4:32.16 | Q     |
| 5         | 3       | 4    | Mireia Belmonte (ESP)          | 4:32.37 | Q     |
| 6         | 2       | 5    | Ariana Kukors (USA)            | 4:33.64 | Q     |
| 7         | 4       | 3    | Barbora Zavadova (CZE)         | 4:33.74 | Q     |
| 8         | 3       | 3    | Maiko Fujino (JPN)             | 4:35.60 | Q     |
| 9         | 2       | 6    | Dagny Knutson (USA)            | 4:35.91 |       |
| 10        | 3       | 7    | Katheryn Meaklim (RSA)         | 4:36.93 |       |
| 11        | 2       | 3    | Stina Gardell (SWE)            | 4:37.68 |       |
| 12        | 4       | 6    | Jessica Pengelly (RSA)         | 4:39.08 |       |
| 13        | 3       | 6    | Sara Thydén (SWE)              | 4:39.58 |       |
| 14        | 3       | 2    | Sara Nordenstam (NOR)          | 4:39.84 |       |
| 15        | 2       | 2    | Ekaterina Andreeva (RUS)       | 4:42.22 |       |
| 16        | 2       | 7    | Sarra Lajnef (TUN)             | 4:45.40 |       |
| 17        | 4       | 2    | Cheng Wan-Jung (TPE)           | 4:47.55 |       |
| 18        | 3       | 8    | Sara El Bekri (MAR)            | 4:48.22 |       |
| 19        | 4       | 7    | Georgina Bardach (ARG)         | 4:50.12 |       |
| 20        | 2       | 1    | Patarawadee Kittiya (THA)      | 4:53.05 |       |
| 21        | 4       | 1    | Ranohon Amanova (UZB)          | 4:54.87 |       |
| 22        | 3       | 1    | Samantha Arevalo Salinas (ECU) | 4:55.06 |       |
| 23        | 1       | 4    | Patricia Quevedo (PER)         | 4:58.88 |       |
| 24        | 4       | 8    | Meagan Lim (SIN)               | 5:01.08 |       |
| 25        | 2       | 8    | Lara Butler (CAY)              | 5:08.33 |       |
| 26        | 1       | 5    | Elodie Poo Cheong (MRI)        | 5:10.77 |       |
| 27        | 1       | 3    | Anum Bandey (PAK)              | 5:33.05 |       |
| -         | 3       | 5    | Anja Klinar (SLO)              | DSQ     |       |

### Final
A final teve sua disputa realizada em 15 de dezembro.
| Colocação         | Raia | Nome                    | Tempo   | Notas |
| ----------------- | ---- | ----------------------- | ------- | ----- |
| Medalha de ouro   | 2    | Mireia Belmonte (ESP)   | 4:24.21 | CR    |
| Medalha de prata  | 3    | Ye Shiwen (CHN)         | 4:24.55 |       |
| Medalha de bronze | 6    | Li Xuanxu (CHN)         | 4:29.05 |       |
| 4                 | 5    | Hannah Miley (GBR)      | 4:29.77 |       |
| 5                 | 4    | Zsuzsanna Jakabos (HUN) | 4:30.44 |       |
| 6                 | 7    | Ariana Kukors (USA)     | 4:31.01 |       |
| 7                 | 1    | Barbora Zavadova (CZE)  | 4:35.01 |       |
| 8                 | 8    | Maiko Fujino (JPN)      | 4:36.16 |       |

Legenda
| Recorde mundial       | Recorde mundial (World record)               |                       | Recorde africano                      | Recorde africano (African) |                                           | Q | Classificado por posição (Qualified) |
| Recorde do campeonato | Recorde do campeonato (Championship record)  | Recorde da América    | Recorde da América (Americas)         | q                          | Classificado por melhor tempo (Qualified) |   |                                      |
| Melhor marca do ano   | Melhor marca do ano (World leading)          | Recorde asiático      | Recorde asiático (Asian)              | DNS                        | Não largou (Did not start)                |   |                                      |
| Recorde nacional      | Recorde nacional (National record)           | Recorde europeu       | Recorde europeu (European)            | DNF                        | Não terminou (Did not finish)             |   |                                      |
| Recorde pessoal       | Recorde pessoal do atleta (Personal best)    | Recorde da Oceania    | Recorde da Oceania (Oceania)          | DSQ / DQ                   | Desclassificado (Disqualified)            |   |                                      |
| Recorde da temporada  | Recorde da temporada do atleta (Season best) | Recorde sul-americano | Recorde sul-americano (South America) | NM                         | Sem marca (No mark)                       |   |                                      |